# Зубари (Слободской район)
Зубари — упразднённая деревня в Слободском районе Кировской области России. Находится на территории современного Денисовского сельского поселения.

## География
Расположено на правом берегу реки Вятки примерно в 4 км к северу от города Слободской.
географическое положение
Близнаходящиеся населённые пункты (стрелка — направление, расстояния в километрах — по прямой)
- д. Пивовары (← 0.3 км)
- д. Колода (→ 0.7 км)
- д. Ярошутинцы (↑ 0.7 км)
- д. Лобовики (↘ 0.9 км)
- д. Стеклофилины (→ 0.9 км)
- д. Ключи (↙ 1 км)
- пос. Стеклозавод (→ 1 км)
- д. Новые Минчаки (↓ 1.1 км)
- д. Старые Филины (→ 1.2 км)
- д. Петухи (↖ 1.3 км)
- д. Арлаки (↓ 1.4 км)
- д. Степкины (← 1.4 км)
- д. Долматовы (↗ 1.4 км)
- д. Михонины (↓ 1.5 км)
- д. Бурдичи (← 1.5 км)
- д. Падери (↗ 1.7 км)
- д. Старые Минчаки (↓ 1.7 км)
- д. Огорельцевы (↗ 2 км)
- д. Верхние Кропачи (↓ 2 км)
- д. Макшины (← 2.1 км)

## История
Деревня Дуткина на речке Чертовице упоминается в переписи 1678 года (хранится в РГАДА 1209-1-339, 1678 г.).
Название деревни в 1896 году — Дудкинская (Зубари)(«Материалы по статистике Вятской губернии Слободской уезд. Подворная опись. Вятка — 1896 год.»).
На 1678 год административно-территориальное устройство: Московское царство, Вятка, Слободской уезд,	Верховский стан, Верховский тяглый стан.
На 1891 год: Вятская губерния, Слободской уезд, Стуловская волость, Токаревское № 3 общество
На 1978 год: Кировская область, Слободской район.
До 1950-х годов на месте нынешнего села Стеклофилины было несколько деревень: Филинцы, Лобовики, Зубари, Колода.
При постройке стекольного завода образовалось единое деревня с названием Филины Стекольные, позже — Стеклофилины.
Исчезла в 1970-е годы

## Население
На 1896 год 7 дворов, 35 жителей. По переписи 1939 года 25 жителей
Список населённых пунктов Кировской области на 01.01.1950 г. упоминает 20 жителей в 5 дворах.

## Инфраструктура
На 1891 год входил в городское благочиние г. Слободской.

## Транспорт
Список населённых мест Вятской губернии 1859—1873 гг. описывает д. Дудинская (Зубари) как стоящую по правую сторону Ношульской коммерческой дороги.
Просёлочная дорога.